# Notogomphus dendrohyrax
Notogomphus dendrohyrax – gatunek ważki z rodziny gadziogłówkowatych (Gomphidae).